# Kilenda
Kilenda è un municipio dell'Angola appartenente alla provincia di Cuanza Sud. Ha 78.822 abitanti (stima del 2006) ed una superficie di 1.604 km².